# XXXIX Puchar Gordona Bennetta (balonowy)
39 Puchar Gordona Bennetta – zawody balonów wolnych o Puchar Gordona Bennetta zorganizowane w Wil w Szwajcarii. Start nastąpił 9 września 1995 roku.

## Tragedia podczas zawodów
12 września po przekroczeniu granicy polsko-białoruskiej został zestrzelony balon reprezentacji Wysp Dziewiczych Stanów Zjednoczonych. Według oficjalnych informacji balon został uznany za bezzałogową sondę meteorologiczną. Z powodu naruszenia przestrzeni powietrznej oraz braku kontaktu ze sportowcami generał Walery Kostenko wydał rozkaz zestrzelenia obiektu. W okolicy miejscowości Bereza na wysokości 2000 metrów załoga śmigłowca Mi-24 wykonała zadanie. Alan Fraenckel oraz John Stuart-Jervis zginęli wskutek upadku z dużej wysokości. Według jednej z hipotez zawodnicy nie nawiązali kontaktu z obroną powietrzną Białorusi ze względu na utratę przytomności pod wpływem niedoboru tlenu. Po tej tragedii Białorusini zmusili do lądowania jeszcze dwa balony amerykańskie.

## Uczestnicy
Wyniki zawodów.
| Zajęte miejsce | Balon              | Pojemność   | Załoga Pilot Pomocnik pilota       | Kraj                                 | Czas lotu [h] | Odległość [km] | Miejsce lądowania            |
| -------------- | ------------------ | ----------- | ---------------------------------- | ------------------------------------ | ------------- | -------------- | ---------------------------- |
| 1.             | D-OCOL Columbus II |             | Wilhelm Eimers Bernd Landsmann     | Niemcy                               | 92:11         | 1628,10        | Ludzasraj (LAT)              |
| 2.             |                    |             | John Mike Wallace Kevin Brielmann  | Stany Zjednoczone                    | 69:23         | 1403,00        | David-Gorodok (BLR)          |
| 3.             |                    |             | Johann Fürstner Gerald Stürzlinger | Austria                              | 80:18         | 1395,40        | Lucincik (UKR)               |
| 4.             |                    |             | David Levin Mark Sullivan          | Stany Zjednoczone                    | 65:25         | 1280,00        | Zelva, Volkovysk (BLR)       |
| 5.             |                    | 35000 cu ft | Alan Fraenckel John Stuart-Jervis  | Wyspy Dziewicze Stanów Zjednoczonych | 62:32         | 1267,20        | Bereza (BLR)                 |
| 6.             |                    |             | Heinz Brachtendorf Jürgen Schubert | Niemcy                               | 48:00         | 930,90         | Greve (DEN)                  |
| 7.             |                    |             | Josef Höhl Florian Schwingenstein  | Niemcy                               | 47:57         | 906,20         | Garbno, Koszalin (POL)       |
| 8.             |                    |             | Silvia Wagner Thomas Lewetz        | Austria                              | 35:25         | 871,70         | Kołobrzeg (POL)              |
| 9.             |                    |             | Werner Najer Hans Jörg Fröhlin     | Szwajcaria                           | 42:38         | 839,30         | Rudki, Wałcz (POL)           |
| 10.            |                    |             | Rien Jurg Ron van Houten           | Holandia                             | 44:57         | 804,90         | Jaglice, Człopa (POL)        |
| 11.            |                    |             | Max Imstepf Kurt Frieden           | Szwajcaria                           | 55:50         | 625,30         | Karpniki, Jelenia Góra (POL) |
| 12.            |                    |             | Josef Starkbaum Roland Starkbaum   | Austria                              | 22:42         | 498,90         | St.Pölten (AUT)              |
| 13.            | SP-BZO Polonez     |             | Stefan Makné Piotr Hałas           | Polska                               | 26:43         | 494,60         | Unterbergen (AUT)            |
| 14.            |                    |             | Christian Stoll Karl Spenger       | Szwajcaria                           | 07:17         | 220,50         | Bad Feilnbac (GER)           |
| 15.            |                    |             | Richard Abruzzo Jacob Traub        | Stany Zjednoczone                    | 07:43         | 52,30          | Denkingen (GER)              |